# Дзеверин, Игорь Александрович
Игорь Александрович Дзеве́рин (1929—2001) — советский и украинский литературовед и литературный критик.

## Биографические данные
Родился 5 ноября 1929 года в Драбове (ныне Черкасская область, Украина). В 1952 окончил ЛГУ имени И. Я. Франко. Член КПСС с 1952 года.
Работал в Институте литературы имени Т. Г. Шевченко: с 1966 года — заведующий отделом, в 1978—1991 годах — директор.
В 1961—1972 и 1980—1989 годах — главный редактор журнала «Советское литературоведение» (с января 1990 года — «Слово и время»).
15 января 1988 года избран академиком АН УССР.

## Награды и премии
- Государственная премия УССР имени Т. Г. Шевченко (1988) — за разработку научных принципов, составление, подготовку текстов и комментарии собрания сочинений И. Я. Франко в 50 томах